# 수가사다사 경기장

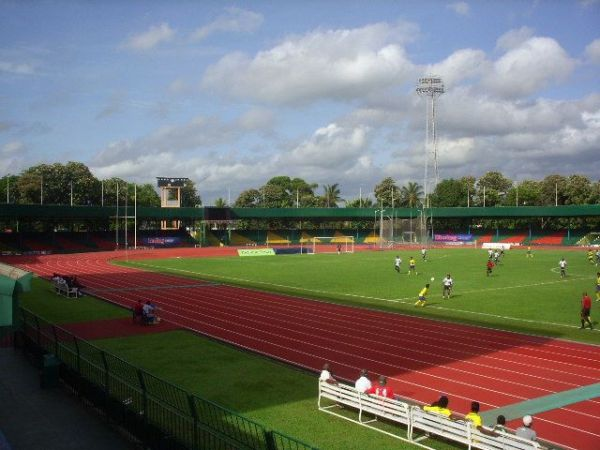

수가사다사 경기장은 스리랑카 콜롬보에 위치한 다목적 경기장으로 1957년 1월 26일 착공하여 1962년 12월 16일 정식 개장했으며 수용인원은 25000명이다. 주로 축구와 럭비 경기가 펼쳐지며 스리랑카 프로축구 킷 프리미어리그의 콜롬보 FC와 레노운 FC가 홈 구장으로 사용하고 있으며 스리랑카 축구 국가대표팀과 스리랑카 럭비 대표팀도 이 경기장을 홈 구장으로 사용하고 있다.